# Norbert Mastalerz
Norbert Robert Mastalerz (ur. 31 marca 1972 w Radomiu) – polski dziennikarz, polityk i samorządowiec, w latach 2002–2004 wicemarszałek województwa podkarpackiego, w latach 2010–2014 prezydent Tarnobrzega.

## Życiorys
Ukończył Szkołę Podstawową nr 4 w Tarnobrzegu oraz Liceum Ogólnokształcące im. Jana Kochanowskiego w Nowej Dębie. Został absolwentem Wydziału Politologii Uniwersytetu Marii Curie-Skłodowskiej. Odbył także studia podyplomowe na Uniwersytecie Jagiellońskim (z zakresu integracji europejskiej), w Wyższej Szkole Ekonomiczno-Informatycznej (z zakresu pośrednictwa w obrocie nieruchomościami oraz zarządzania nieruchomościami) oraz menedżerskie w Wyższej Szkole Prawa i Administracji w Rzeszowie.
W 1982 wstąpił do Polskiego Związku Wędkarskiego. Dołączył także do Polskiego Towarzystwa Schronisk Młodzieżowych, Polskiego Towarzystwa Turystyczno-Krajoznawczego, Ligi Obrony Kraju, Ligi Ochrony Przyrody i Polskiego Czerwonego Krzyża, był też członkiem Komitetu Ochrony Pamięci i Walk Męczeństwa w Rzeszowie oraz ławnikiem Sądu Okręgowego w Tarnobrzegu. Od lat 90. pracował jako dziennikarz w Radiu Leliwa, „Tygodniku Nadwiślańskim”, „Przeglądzie Sportowym”, „Echu Dnia”, „Super Nowościach”, Radiu Kielce, Radiu Tak FM i „Czasie Powiśla”.
W 2002 został dyrektorem stalowowolskiego oddziału przedsiębiorstwa Ruch. W latach 2002–2004 w randze wicemarszałka był członkiem zarządu województwa podkarpackiego. Od grudnia 2008 do marca 2009 był prezesem Tarnobrzeskiej Spółdzielni Mieszkaniowej. Od czerwca do lipca 2009 pełnił funkcję członka zarządu KS Siarka Tarnobrzeg.
W wyborach samorządowych kolejno w: 1998, 2002, 2006 i 2010 był wybierany do rady miejskiej Tarnobrzega. Od 1998 był związany z Sojuszem Lewicy Demokratycznej. Kandydował z listy SLD bez powodzenia w wyborach parlamentarnych w 2001 do Sejmu (uzyskał 2793 głosów). Od 2004 pozostawał związany z Socjaldemokracją Polską. Był kandydatem tej partii w wyborach uzupełniających do Senatu w 2004 (otrzymał 1905 głosów) oraz w wyborach parlamentarnych w 2007, w których ubiegał się o mandat posła na Sejm. Do jesieni 2008 był szefem podkarpackich struktur Socjaldemokracji Polskiej.
Czterokrotnie kandydował na stanowisko prezydenta Tarnobrzega. W 2002 i 2006 przegrał w drugiej turze z Janem Dziubińskim. W wyborach samorządowych w 2010 jako bezpartyjny kandydat z ramienia Komitetu Wyborczego „Tarnobrzeska Lewica”, popierany w drugiej turze przez Platformę Obywatelską, został wybrany na prezydenta Tarnobrzega. W wyborach samorządowych w 2014 ubiegał się bez powodzenia o reelekcję jako bezpartyjny kandydat wystawiony przez Platformę Obywatelską. Przegrał w drugiej turze z bezpartyjnym kandydatem lokalnego stowarzyszenia Grzegorzem Kiełbem, otrzymując 36% głosów. Został natomiast ponownie wybrany w skład tarnobrzeskiej rady miejskiej. Nie kandydował w wyborach samorządowych w 2018 (mimo wcześniejszych zapowiedzi ubiegania się o urząd prezydenta Tarnobrzega).
W 2021 został przewodniczącym miejskich struktur Platformy Obywatelskiej w Tarnobrzegu oraz wiceprzewodniczącym zarządu regionu PO w województwie podkarpackim. W 2024 bez powodzenia ubiegał się o urząd prezydenta, ponownie został natomiast wybrany na radnego. Objął funkcję przewodniczącego rady miejskiej IX kadencji.

## Życie prywatne
Żonaty z Agatą, ma dwie córki: Laurę i Nastazję.

## Odznaczenia i wyróżnienia
- Brązowy Krzyż Zasługi (2013)[24]
- Brązowa Odznaka „Zasłużony dla Ochrony Przeciwpożarowej” (2014)[25]
- Złoty Medal „Serce za serce” (2011)[26]
- Honorowy medal Polskiego Klubu Infrastruktury Sportowej „Razem Budujemy Sukces” (2012)[27]
- Tarnobrzeżanin – „Osobowość Roku” oraz Tarnobrzeżanin – „Przyjaciel Dzieci i Młodzieży” (2009)[28]